# 萨尔托省
萨尔托省（西班牙語：Departamento de Salto）為南美洲國家烏拉圭十九省之一，位於烏拉圭西北部，該省省会為萨尔托。